# Klein Elbe
Klein Elbe ist der kleinste Ortsteil der Gemeinde Elbe, die zur Samtgemeinde Baddeckenstedt im Landkreis Wolfenbüttel in Niedersachsen gehört.

## Geographie
Folgende Orte umgeben Klein Elbe:
- Groß Elbe im Norden
- Gustedt im Nordosten
- Steinlah im Osten
- Haverlah und Ringelheim im Südosten
- Sehlde im Süden
- Heere im Südwesten
- Baddeckenstedt im Westen
- Oelber am weißen Wege im Nordwesten

Klein Elbe liegt südlich der Lichtenberge, dem Nordwestteil des Salzgitter-Höhenzugs und einige hundert Meter östlich der Innerste.

## Geschichte
Siehe auch: Groß Elbe (Abschnitt Geschichte)
Klein Elbe wurde 1245 erstmals urkundlich erwähnt. Wie in Groß Elbe hatten mehrere Grundherren Besitztümer im Dorf, darunter das Kloster Wöltingerode, welches 1251 Land und eine Mühle von Graf Heinrich von Wohldenberg geschenkt bekam.
Klein Elbe war wie große Teile der Umgebung Anfang des 16. Jahrhunderts Teil des Amtes Wohldenberg, das wiederum im Hochstift Hildesheim lag. 1523 kam es jedoch zur Annexion durch das Herzogtum Braunschweig, dem das Gebiet um Klein Elbe nun die nächsten 120 Jahre angehörte. Erst 1643 kam das Dorf zurück zu Hildesheim.
Wie Groß Elbe war auch Klein Elbe negativ vom Dreißigjährigen Krieg (1618 bis 1648) betroffen.
1722 forderte ein Großbrand zahlreiche Verletzte und ein Todesopfer. Mindestens zwei Höfe brannten dabei nieder.
1877 wurde die Freiwillige Feuerwehr gegründet. Das Feuerwehrhaus wurde 1998 ausgebaut und vergrößert.
Die Schule in Klein Elbe wurde bereits am 12. April 1956 geschlossen. Seitdem besuchen die Klein Elber Grundschüler die Schule in Groß Elbe.

### Kirche
Eine Pfarrei existiert in Klein Elbe seit mindestens 1371. In diesem Jahr kann erstmals ein Leutpriester nachgewiesen werden.
In der ersten Hälfte des 16. Jahrhunderts erreichte die Reformation auch die Kirchengemeinden in Elbe.
Bereits seit 1542 ist nur noch ein Pfarrer für die Kirchengemeinden in Groß und Klein Elbe zuständig. Inzwischen bilden die beiden Dörfer mit Gustedt einen Pfarrverband.
Die St.-Nikolaus-Kirche besteht aus dem älteren Turm und dem 1768 erneuerten Kirchenschiff mit dem schmaleren Chor, das zwei schmale, bemalte Rundbogenfenster besitzt.
Zwei Glocken wurden 1857 gegossen, die nach dem Ersten Weltkrieg eingezogen wurden und ersetzt werden mussten. Dasselbe geschah auch nach dem Zweiten Weltkrieg, sodass die heutigen Glocken aus dem Jahr 1947 stammen. Im Jahr 2000 wurde eine Krippe, 2002 ein neuer Osterleuchter angeschafft.

### Einwohnerentwicklung
| Jahr | Einwohner |
| ---- | --------- |
| 1701 | 72        |
| 1998 | 341       |

## Wirtschaft und Infrastruktur

### Verkehrsanbindung
Durch Klein Elbe verläuft eine Kreisstraße, die Groß Elbe im Norden mit Haverlah im Südosten verbindet. Hinzu kommt eine weitere Kreisstraße, die das Dorf an die Bundesstraße 6 zwischen Baddeckenstedt und Salzgitter-Bad anbindet.
Die nächstgelegenen Bahnhöfe befinden sich in Baddeckenstedt und in Salzgitter-Ringelheim an der Bahnstrecke Hildesheim–Goslar.